# Манастир Кувеждин
Манастир Кувеждин припада Епархији сремској Српске православне цркве и представља непокретно културно добро као споменик културе од изузетног значаја.
Налази на југозападном делу Фрушке горе, близу села Дивош. Најближи део села јесте некадашњи манастирски прњавор под истим именом.
Манастирска црква посвећена је Светом Сави и Светом Симеону, док је манастирска слава Преображење (слави се 19./6. августа). Будући да је Кувеждин посвећен светом Сави и светом Симеону, манастир је одиграо веома важну улогу у ширењу култа најстаријих српских светаца међу локалним српским живљем Срема.

## Положај
Манастир Кувеждин се налази у југозападном делу Фрушке горе, на око 2 km северно од села Дивош код Сремске Митровице. Надморска висина манастира је око 150 m.
Манастир се налази на у узаној долини истоименог потока, у унутрашњости западног дела планине. Поток протиче дуж западне ивице манастирског склопа. Од средишта села Дивош манастир је удаљен око 2 km, а од најближих насељених кућа око 500 m. Манастир је са три стране окружен ретком шумом, а са јужне стране, према селу, налази се манастирско имање и башта. Манастирска капела налази се на врху оближњег брега, југоисточно од манастира. Приступ манастиру је са западне стране, преко омањег асфалтираног пута, који води од општинског пута Сремска Митровица — Илок — Бачка Паланка, удаљеног 1 km од манастира.

## Историја
Према предању, манастир је основао последњи српски деспот деспот Стефан Штиљановић 1520. године. По митрополиту Београдском и Сремском Пајсију, оба манастира Шишатовац и Кувеждин је подигло исто ктиторство Стефана Штиљановића и великог жупана (војводе) Теодора. Манастире су градили исти мајстори — „са приморских страна” Јован и Гашпар. Први сигурни подаци потичу из турских записа из 1566 — 1569. године. По турском извору из 1566. године то је „манастир Свети Сава, друго име Кувеждин, близу села Ванђинца”. Године 1569. био је у манастиру игуман Стефан, када је ту руком писан минеј за јун. Пред крај турске владавине Сремом манастир је вероватно опустео.
Године 1650, митровачки Синан-бег је намеравао да до темеља поруши запустеле манастире Кувеждин и Петковицу, и да материјал од њих искористи за неку градњу у Митровици. То је чуо Митрополит Београдски и Сремски Пајсије и поручио игуману шишатовачком Кирилу да то братство откупи од Турчина запустеле манастире, спаси их од разарања тако што ће сваке године плаћати 100 гроша Синан-бегу. Када су пристали калуђери, митрополит је успешно посредовао и узео од бега „писмо” као гаранцију.
Када су Турци беснели током Великог рата, 1695. године калуђери манастира Сланци у Србији, на челу са игуманом Ананијем, дођу и населе се у пустом манастиру Кувеждину. Пре калуђера из Сланаца, ту су извесно време око 1683. године боравили и калуђери из Винче. Оба братства је донело са собом у Срем много вредних црквених предмета. Али настао је тада спор између два братства, јер је шишатовачко братство предвођено игуманом Евсевијем и духовником Силоаном потраживало Кувеждин. Они су били наследници Кувеждина, јер су га они откупили и плаћали годинама Турцима. Патријарх Арсеније Чарнојевић је убеђивао браћу из Шишатовца, да оставе придошлице на миру, јер ће се ови можда вратити у Србију, кад се Турци смире. Саветовао им је да оправе манастир Петковицу, и да буду стрпљиви јер ће њихова бити на крају оба манастира. Али монаси из Сланаца су ту дефинитивно остали, па је 1718. године решаван спор око земље, између два братства. Спор је решио архиепископ Карловачки Вићентије Поповић извршивши поделу земље. Пошто су оба манастира имали исте ктиторе, исте мајсторе и од истог камена грађени и калуђери су се братски измирили. По другом извору, калуђери су 1717. године ипак отишли назад у Сланце. Када је 1737. године избио аустријско-турски рат опет су у кувеждин дошли избегли калуђери из Сланаца. Манастир је тада био сиромашан и постојала је 1744. године намера патријарха Арсенија IV Шакабенте да се овај уступи као метох Хиландару.
Године 1753,, када је манастир Кувеждин обилазила црквена комисија, записано је да је манастирска црква стара, да је саграђена од камена („Церков каменоздана древња”), споља је била окречена и покривена шиндром од храстовине.
Када је 1883. године Лазар Томановић обилазио фрушкогорске манастире, у Кувеждину је архимандрит био Сава Стојинић, који је оставио леп утисак на госта. Тада је имао око 70 година, био је добар економ и милосрдан. 1923. године, Свети архијерејски синод Српске православне цркве, претворио је Кувеждин у женски манастир.

## Манастирска црква
Стара манастирска црква са два кубета замењена је новом грађевином 1816. године. Нова црква је призидана уз троспратни барокни звоник, саграђен 1803. године, а тространи манастирски конаци започети су 1810. године. Иконостас за стару цркву сликао је Јанко Халкозовић 1722. године, а иконостас за нову цркву Павле Симић између 1847-58. године. Претходно је, 1834-36. године, дуборезац Георгије Девић урадио радове у дуборезу на иконостасу, певницама и столовима. Барокна капела, на манастирском гробљу, саграђена је 1788. године. Током првих деценија 19. века озидани су и велики конаци манастира са одликама класицистичке архитектуре. Они су манастир окруживали са четири стране, стварајући правоугаону основу манастира. Манастир је био изузетно велелепан, имао је велике земљопоседе и манастире — метохе, Петковицу и Дившу, удаљене пар километара од Кувеждина.
Манастир Кувеждин има као славу Преображеније Господње. У манастиру су биле још две мање цркве капеле. Прва је била у конаку са јужне стране велике цркве и у њој се служило само зими у најхладније дане. Посвећена је Покрову Пресвете Богородице. Друга мала капела била је на узвишењу јужно од манастира. Посвећена је Вазнесењу Господњем, а подигнута је 1788. године. Названа је још и гробљанска капела, јер се около сахрањивало монаштво. У њој се служила литургија свега два пута годишње, на Спасовдан и Светли Уторак. У гробљанској капели се налазе ту пренете иконе са иконостаса Симићевог.
Манастир Кувеждин је тада био изузетно богат. Имао је богату ризницу, у којој су се чувале све драгоцености и старине, попут путира од чистог сребра, унутра позлаћеног, са староруским натписом, израђеног 1559. године, затим златне кашике за причест из времена витезова са 8 алемова и иконом св. Георгија. Чувала се и петохљебница из 1758. године, затим бакрорез који је израдио Захарија Орфелин 1772. године. У манастирској библиотеци чувало се 500 разних дела, а било је и 19 србуља, 15 писаних и 4 штампане.

### Доба Југославије
После Првог светског рата манастир се нашао у тешком стању. Манастиру Кувеждину је већ од аграрне реформе одузето 225 јутара најбоље оранице.
Током свој развоја манастир је првобитно био мушки, да би после Првог светског рата, постао женски. То је био један од првих манастира са женском обитељи, на челу са првом игуманијом савремене Српске православне цркве, Меланијом (Кривокућанин). Сестринство је првобитно бројало 24 члана и поседовало је 350 јутара лоше шуме и око 75 јутара оранице подељене на 22 парцеле.
Манастир се под добром управом брзо уздигао. 1930-их година манастир Кувеждин је броју монахиња (преко 50) био међу највећим у Српству. Међу њима било је и много монахиња Рускиња (неке и племенитог порекла), које су овде нашле духовно уточиште после напуштања Русије након Октобарске револуције. Манастир је у то време био веома богат и угледан, па је чак 1938. године његов метох постао Манастир Ваведење у Београду.
Током Другог светског рата манастир је тешко страдао. Манастир је разорен у Другом светском рату, а манастирско благо похарано. Уништење је било поступно. Месеца маја 1941. постављен је за комесара манастира — усташа Стипе Рукавина, а за његовог заменика Маријан Дебељак, обојица из Сремске Митровице.
Будућа монахиња Ангелина Радојчић и њене три рођене сестре су као послушнице код игуманије Меланије Кривокућин у Кувеждину, доживеле бомбардовање у време Литургије на Благовести 1941. године. Од усташа су ухапшене, заједно са Рускињом Ангелином Грачевом (будућом игуманијом Ваведења) и осталим Рускињама и Српкињама. 32 монахиње са игуманијом одводе у усташки логор Цапраг код Загреба. Након што је Грачева, као Рускиња, пуштена на слободу, тражила је у Београду начин да спаси сестринство. Монахиње су спашене из усташког логора и срећу се на Крстовдан, 27. септембра 1941. у манастиру Ваведење (метоху Кувеждина). Ту су доживеле бомбардовање Београда. Пре доласка комисије загребачког Музеја у Куведин, почела је пљачка манастирских драгоцености и имовине 6. септембра 1941 године. Монахиња Августа је са децом сирочићима кренула за Београд. По пуштању, остале монахиње Рускиње прешле су у Београд, у свој метох, јер су се плашиле да остану на Фрушкој гори која је била под окупацијом НДХ.
Записник о примопредаји историјско-уметничких дела манастира Кувеждина потписали су 15. септембра др. Иван Бах, др. Стјепан Готвалд, и комесар Стипе Рукавина: «Инвентар садржи 58 ставака, од тога 22 из цркве, 32 из ризнице и 4 из капеле.» Под ставком бр. 50 налази се «око 150 књига из књижнице.» Утврђено је да је у манастирским конацима боравила усташка јединица која је бројала око 120 војника. «У борбама са партизанима страдале су манастирске зграде у намерно изазваним пожарима. После повлачења усташа неспаљени део конака налазио се у рукама партизана и служио за команду.» Тада је манастир Кувеждин био у саставу фрушкогорских партизанских Рохаљ база, па је у њему била смештена велика интендантура са радницима.
У пролеће 1944. године немачка војска и усташе минирали су цркву и конаке, чак и економске зграде. Обурвани су кубе, стубови држачи кубета, звоник, сводови. У рушевинама цркве иконостаса, радови академског сликара Павла Симића, док је дуборезбарија потпуно уништена. После рушења цркве у Кувеждин се вратила монахиња Јелена и почела да спасава иконе испод дебелих слојева порушене опеке и шута. Преостале благо, око 20 икона, сакрила је у манастирској капели, што је касније платила животом. Усташе су је ухватиле, убиле и на њу набацале иконе. У Кувеждину је страдала архива, већи део библиотеке, део ризнице са црквеним сасудима.
После Другог светског рата нова, комунистичка власт није имала слуха за страдања манастира. Кувеждину је одузето огромно имање, па је опустео. Једино је сачувана манастирска капела, где су смештени сачувани делови иконостаса (20-ак икона). Непосредно после рата квалитетна цигла са рушевина западних и северних конака је употребљена за зидање домова културе у околним селима Дивошу и Чалми.

## Данашње стање
Последњих година манастир је поново васпостављен као мушки, а обнова манастира је у току. Манастир је такође 1990. године за време игумана Антонија Ђермановића, стављен под заштиту као споменик културе.
Обнова манастирске целине траје од 1997. године, под руководством Завода за заштиту споменика културе у Сремској Митровици. Главни покровитеље обнове је Епархија Сремска СПЦ, уз помоћ Министарства културе и осталих републичких и покрајинских тела. Манастирска црква је обновљена, као и јужна страна конака. Најновији обновљени део је улазна капија манастира са најближим конаком. Такође, асфалтиран је и прилаз манастиру са локалног пута са приступним паркиралиштем за аутомобиле и аутобусе. Тиме је омогућена лакша доступност бројним верницима и поклоницима.

## Прњавор
Испод манастира налази се данашњи део села Дивош познат као Прњавор, који је до пре пар деценија био засебно насеље под пуним називом Кувеждински Прњавор. Његови тадашњи становници су били најамни радници на манастирском велепоседу. Због близине остатка села Дивош ово мало насеље од једне улице припојено је селу после Другог светског рата.